# Felsőkohány
Felsőkohány (1899-ig Kohanócz, szlovákul: Kochanovce) község Szlovákiában, az Eperjesi kerület Homonnai járásában.

## Fekvése
Homonnától 4 km-re északkeletre, a Laborc és az Udava-patak összefolyásánál fekszik.

## Története
A mai települést 1377-ben „Kochanfalua” néven említik először abban az okiratban, mely a köcsényi és a trócsányi uradalom közötti határról rendelkezik. A falut a 14. század közepén a soltészjog alapján alapították. Nevét a hagyomány szerint alapítójáról és első lakójáról kapta. 1427-ben Kálnási Jakab birtoka volt, ekkor 25 portával a nagyobb falvak közé számított. Később különböző nemesi családoké. A 16. században lakói nagy része elköltözött, csak néhány zsellércsalád maradt a faluban. 1600-ban mindössze 6 ház állt a településen. A 17. századtól a Kohányi családé. A lakosság száma csak a 18. században kezdett növekedni. 1787-ben 25 házát 176-an lakták.
A 18. század végén Vályi András így ír róla: „KOCHANÓCZ. Tót falu Zemplén Várm. földes Ura G. Csáky Uraság, lakosai katolikusok, fekszik ész. Homonnához 1/2, n. k. Udvarhoz is 1/2, d. Laczfalvához 1/4 órányira, határja hegyes, térséges, és követses, három nyomásbéli, gabonát, és zabot középszerűen, búzát, és árpát tsekélyebben terem, réttye kevés, tilalmas erdeje tsekély, piatza Homonnán.”
A 19. században a Bánok tulajdonában találjuk. 1828-ban 28 házban 229 lakos élt. Lakói főként mezőgazdaságból éltek.
Fényes Elek 1851-ben kiadott geográfiai szótárában így ír a faluról: „Kohanócz, Zemplén vmegyében, tót falu, Homonna fil. 310 kath., 6 zsidó lak. 428 h. szántófölddel, jó réttel a Laborcza mentiben, erdővel. F. u. gr. Csáky.”
Borovszky Samu monográfiasorozatának Zemplén vármegyét tárgyaló része szerint: „Felsőkohány, azelőtt Kohanócz. Tót kisközség. Van 60 háza és 362 róm. kath. vallású lakosa. A Laborcz völgyében fekszik. Postája, távírója és vasúti állomása Homonna. A homonnai uradalom tartozéka volt, azután a Csákyaké, majd a Szirmayaké lett. Most nincs nagyobb birtokosa. Róm. kath. temploma 1700-ban épült.”
1920 előtt Zemplén vármegye Homonnai járásához tartozott.

## Népessége
| Év:            | 1994. | 2004.    | 2014.   | 2024.   |
| -------------- | ----- | -------- | ------- | ------- |
| Emberek száma: | 651   | 745      | 792     | 735     |
| Eltérés:       |       | +14,43 % | +6,30 % | -7,19 % |

| Év:            | 2023. | 2024.   |
| -------------- | ----- | ------- |
| Emberek száma: | 731   | 735     |
| Eltérés:       |       | +0,54 % |

1910-ben 392, többségben szlovák lakosa volt, jelentős német kisebbséggel.
2001-ben 257 szlovák lakosa volt.
2011-ben 753 lakosából 698 szlovák.